# Майстер спорту
Ма́йстер спо́рту — довічне почесне спортивне звання. Стандартне скорочення у спортивній довідковій літературі — мс.
Звання «майстер спорту» введено в СРСР у 1934 році (у 1983—1991 роках офіційна назва — «майстер спорту СРСР»).

## Майстер спорту міжнародного класу
Майстер спорту міжнародного класу — спортивне звання, введене ще в СРСР 1 січня 1965 року. Стандартне скорочення у спортивній довідковій літературі — мсмк.